# Playa del Arenal (Jávea)
La playa del Arenal es una playa de arena y roca del municipio de Jávea en la provincia de Alicante en la Comunidad valenciana en España.

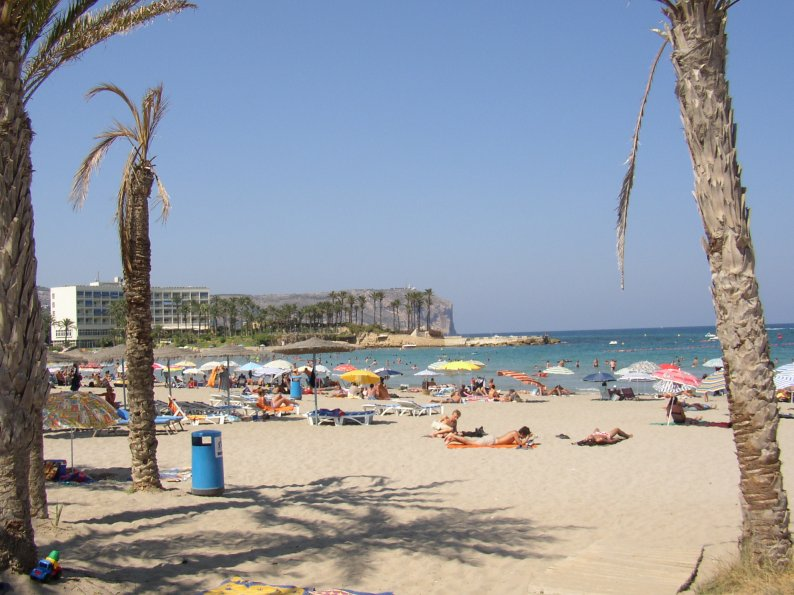
Playa del Arenal.

Limita al norte con el canal de la Fontana y al sur con Montañar Segundo y tiene una longitud de 480 m, con una amplitud de 140 m.
Se sitúa en un entorno urbano, disponiendo de acceso por calle, y cuenta con paseo marítimo y aparcamiento delimitado. Es accesible para personas con discapacidad. Cuenta con zona balizada para salido de embarcaciones.
- Esta playa cuenta con el distintivo de Bandera Azul

## Ocio y consumo
La playa del Arenal extiende su dominio a un enclave de restaurantes y locales de ocio nocturno que la abrazan físicamente, sirviendo a sus visitantes un complemento de servicios. También es característico su mercado artesanal durante la temporada estival.
- Datos: Q11699747